# Францішек Кальфас
Францішек Кальфас (пол. Franciszek Kalfas; 21 травня 1898, Ценцина — 17 листопада 1968, Краків, Польща) — польський скульптор, дизайнер порцеляни.

## Життя та творчість
У 1920—1922 роках Ф. Кальфас навчався в Державній школі деревообробки в м. Закопане. У 1922—1927 роках — уКраківській школі декоративно-прикладного мистецтва, де відвідував заняття в студії скульптора Яна Рашки. Після закінчення навчання працював асистентом у цьому ж навчальному закладі, проводив заняття з композиції твердих тіл та поверхонь, а в 1929—1930 роках — додатково зі скульптури з дерева та каменю.
З 1928 року входив до Асоціації вільних художників «Зворник», почав виставляти свої твори на художніх виставках. Так, у 1929 році Кальфас брав участь в Універсальній національній виставці у Познані, продемонструвавши там чотири скульптури та вигравши приз за скульптуру Крака, створену для міста Кракова. В 1931 році брав участь у Міжнародній виставці релігійного мистецтва в Падуї.
У 1930—1934 роках — викладач-контрактник, потім штатний викладач кафедри скульптури Академії образотворчих мистецтв у Кракові. У 1931 році Ф. Кальфас створив рельєфи для головного вівтаря у церкві Найсвятішого Серця Ісуса у Кракові. У 30-тих роках він також співпрацював із порцеляновою фабрикою «<i>Ćmielów</i>», зокрема, створив фігурки та декори для посуду та прикраси на фасадах двох домівок Кракова, що належали фабриці.
У 1939 році Францішек Кальфас здобув почесну премію від президента Республіки Польща Ігнація Мосцицького за бронзову скульптуру „Чемпіон світу“, яку отримав золотий призер змагань у м. Закопане, німецький лижник Йозеф Брадль.
Під час Другої світової війни в 1942—1944 роках Кальфас переховувався на порцеляновій фабриці «Ćmielów», де був дизайнером та художнім керівником. 24 проекти, створені на той час, були представлені на виставці в Кракові у 1945 році, а після війни скульптор уже не повертався до роботи із порцеляною.
У 1945 році він створив фігуру «Материнство», яка зараз знаходиться в колекції Національного музею в Кракові, у 1958 році розробив дизайн фігурки Жака на замовлення краківських майстрів. Фігурка стоїть на площі Діви Марії, увінчуючи фонтан, створений Яном Будзіло. У той же час він створив кам'яну скульптуру Христа в натуральну величину, яка прикрашає могилу його батьків — Францішки та Флоріана Кальфас — на кладовищі в Ценцині.

## Роботи
- Пам'ятник Краку у дворі Національного архіву, Краків, 1926 рік
- Скульптура Шахтаря, Краків, 1937-1938 роки
- Логотип порцелянової фабрики «Ćmielów» на житловому будинку порцелянової фабрики «Ćmielów», Краків, 1937-1938 роки
- Один із рельєфів із зображенням вази з квітами на житловому будинку порцелянової фабрики «Ćmielów», Краків, 1938-1940 роки
- Статуетка Żak на фонтані, Краків, 1958 рік
- Статуетка Діви Марії, базиліка в Дембовцу, 1960 рік